# Paramirim
Paramirim là một đô thị thuộc bang Bahia, Brasil. Đô thị này có diện tích 1115,641 km², dân số năm 2007 là 26245 người, mật độ 17,3 người/km².